# Jamaica op de Olympische Zomerspelen 1984
Jamaica nam deel aan de Olympische Zomerspelen 1984 in Los Angeles, Verenigde Staten. Het land won opnieuw drie medailles, net als vier jaar eerder in Moskou.

## Medailleoverzicht
| Sport    | Olympiër                                                       | Onderdeel  | Medaille |
| -------- | -------------------------------------------------------------- | ---------- | -------- |
| Atletiek | Ray Stewart Al Lawrence Greg Meghoo Norman Edwards Don Quarrie | 4x100m (m) | Zilver   |
| Atletiek | Merlene Ottey-Page                                             | 100m (v)   | Brons    |
| Atletiek | Merlene Ottey-Page                                             | 200m (v)   | Brons    |

## Deelnemers en resultaten

### Atletiek
| Olympiër                                                       | Onderdeel        | Resultaat | Prestatie                                                                                              |
| -------------------------------------------------------------- | ---------------- | --------- | --- |
| Norman Edwards                                                 | 100m (m)         | 15e       | serie 10: 1ste in 10,57 kwartfinale 2: 3de in 10,44 halve finale 2: 7de in 10,63                       |
| Ray Stewart                                                    | 100m (m)         | 6e        | serie 6: 1ste in 10,24 kwartfinale 4: 1ste in 10,30 halve finale 1: 1ste in 10,26 finale: 6de in 10,29 |
| Gus Young                                                      | 100m (m)         | 41e       | serie 4: 5de in 10,64                                                                                  |
| Don Quarrie                                                    | 200m (m)         | 11e       | serie 6: 1ste in 20,84 kwartfinale 3: 3de in 20,57 halve finale 2: 7de in 20,77                        |
| Leroy Reid                                                     | 200m (m)         | 6e        | serie 2: 1ste in 20,62 kwartfinale 2: niet gefinisht                                                   |
| Gus Young                                                      | 200m (m)         | 15e       | serie 5: 3de in 21,14 kwartfinale 4: 3de in 20,75 halve finale 1: 7de in 21,17                         |
| Bert Cameron                                                   | 400m (m)         | DNF       | serie 4: 1ste in 46,14 kwartfinale 3: 3de in 45,16 halve finale 2: 4de in 45,10 finale: niet gestart   |
| Devon Morris                                                   | 400m (m)         | 23e       | serie 10: 4de in 45,80 kwartfinale 1: 6de in 46,14                                                     |
| Mark Senior                                                    | 400m (m)         | 28e       | serie 3: 2de in 46,73 kwartfinale 4: 6de in 46,50                                                      |
| Owen Hamilton                                                  | 800m (m)         | 23e       | serie 3: 1ste in 1.46,95 kwartfinale 3: 6de in 1.46,74                                                 |
| Gawain Guy                                                     | 1500m (m)        | 38e       | serie 3: 5de in 3.52,04                                                                                |
| Ken Gray                                                       | 400m horden (m)  | 21e       | serie 5: 3de in 50,46                                                                                  |
| Karl Smith                                                     | 400m horden (m)  | 9e        | serie 2: 2de in 49,66 halve finale 2: 5de in 49,58                                                     |
| Ray Stewart Al Lawrence Greg Meghoo Norman Edwards Don Quarrie | 4x100m (m)       | Zilver    | serie 3: 1ste in 38,93 halve finale 2: 1ste in 38,67 finale: 2de in 38,62                              |
| Steve Griffiths Mark Senior Karl Smith Devon Morris            | 4x400m (m)       | 10e       | serie 3: 4de in 3.03,85 halve finale 2: 6de in 3.04,24                                                 |
| Derrick Adamson                                                | marathon (m)     | 52e       | 2:25.02                                                                                                |
| Desmond Morris                                                 | hoogspringen (m) | 25e       | kwalificatie groep B: 11de met 2,15m                                                                   |
|                                                                |                  |           | |
| Juliet Cuthbert                                                | 100m (v)         | 15e       | serie 2: 2de in 11,83 kwartfinale 3: 4de in 11,71 halve finale 2: 8ste in 11,80                        |
| Grace Jackson-Small                                            | 100m (v)         | 5e        | serie 3: 2de in 11,24 kwartfinale 4: 1ste in 11,38 halve finale 1: 3de in 11,27 finale: 5de in 11,39   |
| Merlene Ottey-Page                                             | 100m (v)         | Brons     | serie 6: 1ste in 11,26 kwartfinale 2: 1ste in 11,21 halve finale 1: 2de in 11,17 finale: 3de in 11,16  |
| Janet Burke                                                    | 200m (v)         | 19e       | serie 5: 5de in 23,75 kwartfinale 1: 6de in 23,56                                                      |
| Grace Jackson-Small                                            | 200m (v)         | 5e        | serie 2: 1ste in 22,70 kwartfinale 3: 1ste in 22,52 halve finale 2: 2de in 22,37 finale: 5de in 22,20  |
| Merlene Ottey-Page                                             | 200m (v)         | Brons     | serie 4: 1ste in 22,90 kwartfinale 2: 1ste in 22,53 halve finale 1: 2de in 22,57 finale: 3de in 22,09  |
| Cynthia Green                                                  | 400m (v)         | 19e       | serie 4: 5de in 53,61                                                                                  |
| Ilrey Oliver                                                   | 400m (v)         | 11e       | serie 1: 3de in 52,19 halve finale 2: 7de in 52,14                                                     |
| Cathy Rattray-Williams                                         | 400m (v)         | 14e       | serie 2: 4de in 52,78 halve finale 1: 6de in 53,23                                                     |
| Sophia Hunter                                                  | 100m horden (v)  | 16e       | serie 2: 4de in 13,44 halve finale 1: 8ste in 13,84                                                    |
| Overill Dwyer-Brown                                            | 400m horden (v)  | 19e       | serie 3: 5de in 58,42                                                                                  |
| Sandra Farmer-Patrick                                          | 400m horden (v)  | 8e        | serie 2: 3de in 57,06 halve finale 1: 4de in 56,05 finale: 8ste in 57,15                               |
| Janet Burke Grace Jackson Veronica Findlay Merlene Ottey       | 4x100m (v)       | 8e        | serie 1: 1ste in 43,05 finale: 8ste in 53,54                                                           |
| Illrey Oliver Cynthia Green Cathy Rattray Grace Jackson        | 4x400m (v)       | 5e        | serie 1: 2de in 3.26,56 finale: 5de in 3.27,51                                                         |
| Dorothy Scott                                                  | verspringen (v)  | 10e       | kwalificatie groep A: 5de met 6,47m finale: 10de met 6,40m                                             |
| Marlene Lewis                                                  | discuswerpen (v) | 15e       | kwalificatie groep A: 9de met 49,00m                                                                   |

### Boksen
| Olympiër      | Onderdeel   | Resultaat | Prestatie |
| ------------- | ----------- | --------- | --- |
| Anthony Rose  | -63,5kg (m) | 33e       | 1ste ronde: V van UGA Galiwango: 0-5                                                                                    |
| Dwight Frazer | -67kg (m)   | 5e        | 1ste ronde: vrij 2de ronde: W van INA Lisboa: 5-0 3de ronde: W van ZAI Kitangawa: 3-2 kwartfinale: V van FIN Nyman: 0-5 |
| Alex Stewart  | -91kg (m)   | 9e        | 1ste ronde: W van DOM Frias: knock-out 2de ronde: V van SWE Brock: 0-5                                                  |

### Gewichtheffen
| Olympiër     | Onderdeel  | Resultaat | Prestatie |
| ------------ | ---------- | --------- | --------- |
| Calvin Stamp | -110kg (m) | 9e        | 330kg     |

### Wielrennen
| Olympiër        | Onderdeel        | Resultaat | Prestatie                                          |
| Baan            | Baan             | Baan      | Baan                                               |
| --------------- | ---------------- | --------- | -------------------------------------------------- |
| Ian Stanley     | sprint (m)       | 33e       | serie 6: 2de herkansingen: 2de herkansingen 2: 4de |
| David Weller    | tijdrit (m)      | 6e        | 1.07,24                                            |
| Peter Aldridge  | puntenkoers (m)  | 37e       | serie 1: 17de met 1 punt                           |
| Ian Stanley     | puntenkoers (m)  | DNF       | serie 2: niet gefinisht                            |
| Weg             |                  |           |                                                    |
| Lorenzo Murdock | wegwedstrijd (m) | DNF       | niet gefinisht                                     |
| Arthur Tenn     | wegwedstrijd (m) | 53e       | 5:22.17                                            |

### Zwemmen
| Olympiër                                                 | Onderdeel             | Resultaat | Prestatie                                                  |
| -------------------------------------------------------- | --------------------- | --------- | ---------------------------------------------------------- |
| Deryck Marks                                             | 100m vrije slag (m)   | 45e       | serie 9: 6de in 54,63                                      |
| Gordon Scarlett                                          | 100m vrije slag (m)   | 52e       | serie 7: 6de in 55,34                                      |
| Allan Marsh                                              | 100m rugslag (m)      | 27e       | serie 2: 4de in 1.00,04                                    |
| Andrew Phillips                                          | 100m rugslag (m)      | DNS       | serie 1: niet gestart                                      |
| Allan Marsh                                              | 200m rugslag (m)      | 27e       | serie 3: 6de in 2.11,57                                    |
| Deryck Marks                                             | 100m vlinderslag (m)  | 42e       | serie 1: 6de in 1.00,57                                    |
| Allan Marsh                                              | 100m vlinderslag (m)  | 34e       | serie 4: 5de in 57,69                                      |
| Andrew Phillips                                          | 200m wisselslag (m)   | 6e        | serie 4: 2de in 2.06,43 finale: 6de in 2.05,60 (NR)        |
| Andrew Phillips                                          | 400m wisselslag (m)   | 10e       | serie 2: 5de in 4.29,43 (NR) finale B: 2de in 4.27,98 (NR) |
| Andrew Phillips Deryck Marks Allan Marsh Gordon Scarlett | 4x100m vrije slag (m) | 18e       | serie 1: 6de in 3.34,87                                    |
| Allan Marsh Andrew Phillips Deryck Marks Gordon Scarlett | 4x100m wisselslag (m) | 17e       | serie 3: 7de in 4.05,35                                    |

Algerije · Amerikaanse Maagdeneilanden · Andorra · Antigua en Barbuda · Argentinië · Australië · Bahama’s · Bahrein · Bangladesh · Barbados · België · Belize · Benin · Bermuda · Bhutan · Birma · Bolivia · Bondsrepubliek Duitsland · Botswana · Brazilië · Britse Maagdeneilanden · Canada · Centraal-Afrikaanse Republiek · Chili · China · Chinees Taipei · Colombia · Congo-Brazzaville · Costa Rica · Cyprus · Denemarken · Djibouti · Dominicaanse Republiek · Ecuador · Egypte · El Salvador · Equatoriaal-Guinea · Fiji · Filipijnen · Finland · Frankrijk · Gabon · Gambia · Ghana · Grenada · Griekenland · Groot-Brittannië · Guatemala · Guinee · Guyana · Haïti · Honduras · Hongkong · Ierland · IJsland · India · Indonesië · Irak · Israël · Italië · Ivoorkust · Jamaica · Japan · Joegoslavië · Jordanië · Kaaimaneilanden · Kameroen · Kenia · Koeweit · Lesotho · Libanon · Liberia · Liechtenstein · Luxemburg · Madagaskar · Malawi · Maleisië · Mali · Malta · Marokko · Mauritanië · Mauritius · Mexico · Monaco · Mozambique · Nederland · Nederlandse Antillen · Nepal · Nicaragua · Nieuw-Zeeland · Niger · Nigeria · Noord-Jemen · Noorwegen · Oeganda · Oman · Oostenrijk · Pakistan · Panama · Papoea-Nieuw-Guinea · Paraguay · Peru · Portugal · Puerto Rico · Qatar · Roemenië · Rwanda · Salomonseilanden · Samoa · San Marino · Saoedi-Arabië · Senegal · Seychellen · Sierra Leone · Singapore · Soedan · Somalië · Spanje · Sri Lanka · Suriname · Swaziland · Syrië · Tanzania · Thailand · Togo · Tonga · Trinidad en Tobago · Tsjaad · Tunesië · Turkije · Uruguay · Venezuela · Verenigde Arabische Emiraten · Verenigde Staten · Zaïre · Zambia · Zimbabwe · Zuid-Korea · Zweden · Zwitserland